# Lindemann (formație)
Lindemann a fost un super-duo germano-suedez de industrial metal fondat de vocalistul trupei Rammstein, Till Lindemann și multi-instrumentistul Peter Tägtgren al trupei suedeze de death metal Hypocrisy și al proiectului muzical, Pain.

## Istoric

### Origini șiSkills in Pills(2013–2016)
Lindemann și Tägtgren s-au întâlnit în jurul anului 2000 într-un pub rock din Stockholm, când membrii lui Clawfinger i-au prezentat reciproc. În 2013, când Rammstein au cântat la un festival în Suedia, cântărețul german și-a invitat colegul de trupă suedez la el. Acolo, el i-a spus lui Tägtgren că va lua doi ani de plecare și că vrea să scrie ceva muzică cu el. Inițial, au plănuit să facă doar una sau două piese, dar Tägtgren a considerat că sunt „prea buni” și au vrut să scrie mai multe.
Numele trupei „a fost singurul lucru cu care am putea veni”. Toate numele considerate de trupă au fost deja luate de alte grupuri, astfel încât în cele din urmă au acceptat o sugestie de către altcineva și au numit-o pur și simplu „Lindemann”, deși Tägtgren a fost inițial nemulțumit de această decizie.
Pe 28 mai 2015, trupa și-a lansat single-ul de debut „Praise Abort”. Albumul lor de studio de debut, intitulat Skills in Pills, a fost lansat pe 19 iunie 2015. Întrebat despre posibile viitoare spectacole live, Tägtgren a spus că va depinde de răspunsul fanilor la proiect. În noiembrie 2016, pe pagina de Facebook a trupei Pain s-a anunțat că va avea loc un concert pe 9 noiembrie. Lindemann s-a alăturat lui Tägtgren pe scenă pentru a cânta piesa „Praise Abort”.

### F & M(2019 - prezent)
În 2018, trupa a făcut muzică pentru o adaptare a piesei „Hänsel und Gretel”, cu Till Lindemann care a apărut în piesă. Tot în septembrie, Lindemann și Tägtgren au anunțat un tur în Rusia, Ucraina și Kazahstan, pentru a promova cartea lui Till Lindemann, intitulată „Messer”.
La 16 august 2019, Peter Tägtgren a anunțat că noul album a fost realizat, mixat și produs. Pe 10 septembrie 2019, un teaser pentru noul single, „Steh auf”, a fost postat pe rețelele de socializare, spunând că videoclipul va fi lansat pe 13 septembrie 2019. În videoclip a apărut actorul suedez Peter Stormare. Albumul F & M a fost lansat pe 22 noiembrie 2019.
Lindemann și-au anunțat Turneul 2020 pe 4 noiembrie 2019 prin intermediul platformelor de social media. Datele sunt până în prezent toate programate pentru începutul anului 2020.

## Membri
Membri actuali
- Till Lindemann - voce

Foști membri
- Peter Tägtgren - chitară, chitară bas, tobe, sintetizator

## Discografie
Albume de studio
- Skills in Pills (19 iunie 2015)
- F & M (22 noiembrie 2019)

EP-uri
- Praise Abort (Remix-uri) (2015)

Melodii
- Praise Abort (2015)
- Fish On (2015)
- Mathematik (2018)
- Steh Auf (2019)
- Ich weiß es nicht (2019)
- Knebel (2019)
- Frau & Mann (2019)

Videoclipuri muzicale
- Praise Abort (2015)
- Fish On (2015)
- Mathematik (2018)
- Steh Auf (2019)
- Ich weiß es nicht (2019)
- Knebel (2019)
- Frau & Mann (2019)
- Ach so gern (2019)
- Ach so gern (2020)
- Ach so gern (Versiunea Pain; 2020)
- Ach so gern (Versiunea Clemens Wijers; 2020)
- Ach so gern (Versiunea Drago Baotić; 2020)
- Platz Eins (2020)

## Premii și nominalizări
Metal Hammer Awards (Germania)
- 2015
  - Cea mai bună trupă germană pentru trupa Lindemann (Nominalizat)
  - Cel mai bun album de debut pentru albumul Skills in Pills (Nominalizat)